# Susi Susanti
Lucia Francisca Susi Susanti (Tasikmalaya, West-Java, 11 februari 1971) is een Indonesisch voormalig badmintonspeelster van Chinese afkomst. Haar naam wordt soms ook gespeld als Susy Susanti.

## Haar carrière
Zij won de gouden medaille in het enkelspel voor vrouwen op de Olympische Spelen van 1992 in Barcelona (Spanje) en de bronzen medaille op de Olympische Spelen van 1996 in Atlanta (Verenigde Staten). Zij stopte met badminton in 1997 en huwde met Alan Budikusuma op 9 februari 1997, die ook een gouden medaille in de wacht had gesleept op de Olympische Zomerspelen van 1992.
Susanti wordt vaak beschouwd als de beste Indonesische vrouwelijke badmintonspeelster ooit, want ze domineerde het vrouwenbadminton van het begin tot midden de jaren 90. Ze won de All England Open Badminton Championships in 1990, 1991, 1993 en 1994, de World Badminton Grand Prix vanaf 1990 tot 1994, en het Wereldkampioenschap badminton in 1993. Zij bracht ook het Indonesische team zover om de Uber Cup te winnen in 1994 en 1996. Zij werd gelauwerd in de Hall of Fame van de Badminton World Federation in mei 2004, en ontving de Herbert Scheele Trofee in 2002. Zij won de Japan Open drie keer en won de Grand Prix Series in Bali in 1990.

## Medailles op Olympische Spelen en wereldkampioenschappen
| Logo van de Olympische Spelen | Onderdeel         | Resultaat |
| ----------------------------- | ----------------- | --------- |
| 1992                          | Vrouwen enkelspel | Goud      |
| 1996                          | Vrouwen enkelspel | Brons     |
| WK                            | Onderdeel         | Resultaat |
| 1991                          | Vrouwen enkelspel | Brons     |
| 1993                          | Vrouwen enkelspel | Goud      |
| 1995                          | Vrouwen enkelspel | Brons     |

## Na het badminton
Na haar rustperiode runde zij samen met haar man een badmintonracket-bedrijf, namelijk Alan Susy Technology (Astec). Susy en Alan hebben 3 kinderen: Lourencia Averina (geboren in 1999), Albertus Edward (geboren in 2000) en Sebastianus Frederick (geboren in 2003). Samen met Alan, leidde ze ook een badmintonterrein in Noord-Djakarta.